# (783) Nora
Pour les articles homonymes, voir Nora (homonymie).
(783) Nora est un astéroïde de la ceinture principale découvert le 18 mars 1914 par l'astronome autrichien Johann Palisa.
Sa désignation provisoire était 1914 UL.
L’astéroïde est nommé d’après le personnage Nora de la pièce de théâtre Une maison de poupée d'Henrik Ibsen.